# Hyalea
Hyalea é um gênero de mariposa pertencente à família Crambidae.